# Независимая регистраторская компания Р.О.С.Т.
Независимая регистраторская компания Р.О.С.Т. (НРК — Р.О.С.Т.) — российский регистратор, профессиональный участник рынка ценных бумаг. Центральный офис компании находится в Москве. Член РСПП, АРБ, саморегулируемой организации ПАРТАД.

## История
История АО НРК Р.О.С.Т. (до переименования АО «Регистратор Р.О.С.Т.») начинается в мае 2001 года, когда акционерами ОАО "Компания-регистратор «Панорама» (основана в 1996 году) и ЗАО «Фондовая регистрационная компания» (основана в 1993 году) было принято решение о слиянии с целью создания нового российского регистратора. Проект объединения двух российских реестродержателей был одной из самых крупных операций слияния инфраструктурных институтов в российской практике. В 2010 году компания стала лидером российского рынка регистраторских услуг. За всю историю существования[уточнить] компания провела 11 сделок по слиянию и поглощению компаний-регистраторов, самой крупной из которых является присоединение ЗАО «Реестр А-Плюс».
В феврале 2011 года акционерами ЗАО «Реестр А-Плюс» к ОАО «Регистратор Р.О.С.Т.» приняты решения о реорганизации в форме присоединения ЗАО «Реестр А-Плюс» к ОАО «Регистратор Р.О.С.Т.». На момент принятия решения об объединении ЗАО «Реестр А-Плюс» был одним из крупнейших региональных регистраторов, обслуживавших около 800 реестров акционеров. Объединение двух ведущих компаний-регистраторов стало крупнейшим за всю историю существования инфраструктуры российского рынка ценных бумаг. В результате реорганизации число обслуживаемых «Регистратором Р.О.С.Т.» клиентов превысило 3 300, а филиальная сеть «Р.О.С.Т.а» увеличилась до 36 региональных подразделений.
В декабре 2016 года в соответствии с договоренностями, достигнутыми между управляющей компанией Millhouse, принадлежащей Роману Абрамовичу, и группой независимых инвесторов АО «Регистратор Р.О.С.Т.» (99,6 % уставного капитала) перешёл в собственность Олега Жизненко и Олега Савченко.
Всего к декабрю 2016 года на обслуживании в АО «Регистратор Р.О.С.Т.» находилось более 7500 действующих акционерных обществ.
В 2018 году компания была переименована в АО «НРК — Р.О.С.Т.» и начала процесс реорганизации в форме присоединения Независимой регистраторской компании и Петербургской центральной регистрационной компании, до этого момента входивших в состав группы НРК — Р.О.С.Т. Присоединение завершилось в апреле 2019 года.
В 2019 году доля на рынке регистраторских услуг по числу обслуживаемых эмитентов составила почти 21 %.

## Руководство
В соответствии с решением Совета директоров АО «Регистратор Р.О.С.Т.», состоявшегося 22 декабря 2016 года, Олег Михайлович Жизненко избран Председателем Правления АО «Регистратор Р.О.С.Т.» и приступил к выполнению обязанностей Генерального директора.

## Деятельность
НРК — Р.О.С.Т. предоставляет эмитентам и зарегистрированным лицам услуги по учету, хранению, перерегистрации, а также осуществлению прав, закрепленных ценными бумагами. В число этих услуг входит ведение реестра, услуги по выполнению функций счётной комиссии, организации денежных выплат (дивидендов), рассылке акционерам материалов эмитента, функции «бэк-офиса». Компания также предоставляет электронные сервисы для использования в корпоративном управлении. 
В 2012 году ОАО «Регистратор Р.О.С.Т.» занял 1-е место по качеству услуг среди компаний-регистраторов. С 2013 года компания занимает первые места в национальном рейтинге регистраторов ИНФИ-ПАРТАД. По итогам 2017 и 2018 годов также возглавила отраслевой рэнкинг регистраторов Национального рейтингового агентства. 
Компания также предоставляет услуги проведения общих собраний собственников многоквартирных домов и продолжает диверсифицировать бизнес. В октябре 2019 года компания анонсировала деятельность по оценке советов директоров.